# Михаил III Анхиалски
Михаил III (на гръцки: Μιχαήλ Γ΄, ок. 1115-март 1178) е православен епископ и вселенски патриарх в периода януари 1170 - март 1178, т.е. до смъртта си.
Михаил е известен философ за времето си, поради което е известен на съвременниците си с прозвищата Михаил Ипат и Михаил Ритор. Най-много сведения за живота и делата на Михаил III ни е оставил Михаил Хониат. Михаил е родом от Анхиало, днешно Поморие. Патриарх Михаил е продължител на предходния предстоятел на вселенската константинополска катедра – Лука Хрисоверг. Предположително е родственик на анхиалския архиепископ Стефан, който го назначава за сакеларий на анхиалската архиапископия. 
Според Йоанис Полемис той е „духовен брат“ на Самуил Мавропод, но повечето изследователи са на мнение, че Михаил е роден брат на Самуил. Михаил получава отлично образование в родния Анхиало, където е дякон и сакеларий. След като се установява в Константинопол е във Вселенската патриаршия референдарий и сакелий. От 1167 г. е ипат на философите, което ще рече своеобразен ректор на Константинополския университет. По това време е един от най-приближените на император Мануил I Комнин. 
През януари 1170 г. е избран за Вселенски патриарх, какъвто е до смъртта си през март 1178 г. Като вселенски патриарх се противопоставя на униатската, антиправославна и антихристиянска политика на Мануил Комнин, който таи надежди да бъде признат от папа Александър III за император на Запада, а същевременно флиртува с мохамеданите на Изток.
По време на понтифакта си патриарх Михаил III активно противодейства на ересите, суеверията и неоплатонизма, които се ширят по него време в Православната църква. Патриарх Михаил остава в историята с непримиримата си православна опозиция към униатите и Католическата църква, поради което е считан за духовен баща от антиуниатите на Фераро-флорантинския събор, и в частност на Марк Ефески. 